# Dollar Comics
Dollar Comics fue una línea de revistas de historietas de la editorial estadounidense DC Comics publicadas entre 1977 a 1983. Estas incluían los títulos The Superman Family, House of Mystery, G.I. Combat, World's Finest Comics, Batman Family y Adventure Comics así como una serie de especiales bajo el título DC Special Series. Las revistas "Dollar Comics" se caracterizaban por costar 1 dólar y tener 64 páginas sin avisos publicitarios.

## Historia
De acuerdo a la entonces editora Jenette Kahn, el precio por página de las historietas fue decayendo desde la "Edad de oro de las historietas". Cuando las revistas de historietas de superhéroes debutaron en la década de 1930, estas presentaban 64 páginas de arte por 10¢. A medida que pasaban las décadas, publicaciones como Time o Life incrementaban sus valores mientras que las historietas permanecían a 10 centavos reduciendo la cantidad de páginas. Finalmente en 1962, National Periodical Publications/DC incrementó sus precios a 12¢, un aumento del 20%. (en contraste, revistas comparables aumentaron hasta 5 veces su precio original). Para 1977 el precio común de una revista de historietas era de 35¢, todavía estaba muy por detrás del resto de las de revistas, disminuyendo así su atractivo para los vendedores de periódicos que en ese entonces, antes de la creación de la distribución directa en la década de 1980, seguían siendo los vendedores dominantes. Por eso surgió la idea de los "Dollar Comics".
En el sitio web Silver Bullet Comic Books, John Wells detalló la historia de los "Dollar Comics":

When Jenette Kahn took over as DC's publisher in 1976, the average comic book contained only 17 pages of story for 35¢. Nearly half of each issue was filled with advertising and editorial content. Kahn's initial response was 1977's line of Dollar Comics. In terms of content, a Dollar Comic gave readers approximately the story pages of four 35¢ comic books for the price of three. From the retailer perspective, the Dollar Comic represented a greater profit than the standard 35¢ issues. And just to make sure nobody missed them, the books were a quarter-inch taller than other comics and had a distinctive trade dress. The first two conversions to the format — House of Mystery and Superman Family — hit the stands shortly before Christmas in 1976 and the other two expanded titles — G.I. Combat and World's Finest Comics — debuted in January 1977. Sales on these — and several summer specials with the umbrella title of DC Special Series — paid off well enough to justify an expansion of the line in 1978. The Batman Family joined the fold in January and, at the dawn of the line-expanding DC Explosion in June, Adventure Comics came aboard. One of the perks of the Explosion was the complete elimination of advertising in the Dollar Comics and the addition of wraparound covers. They lost the quarter-inch height advantage, though. The DC Explosion, sadly, became an implosion almost immediately and, within a year, the ads were back, and the page count had shrunk. In 1980, DC made its second attempt at a line expansion and this time it clicked. The Dollar Comics were ad-free again by the end of the year.
Cuando Jenette Kahn tomó el cargo de editora en DC Comics en 1976, las revistas de historietas contenían un promedio de 17 páginas de historia por 35¢. Casi la mitad de cada número con anuncios y contenido editorial. La respuesta inicial de Kahn fue la linea Dollar Comics en 1977. En términos de contenidos, un Dollar Comic le daba a los lectores aproximadamente la cantidad de páginas de historias de cuatro números de 35¢ por el precio de tres. Desde la perspectiva de los vendedores, los Dollar Comic representaban una ganancia mayor que los números de 35¢. Y para asegurarse que nadie se los pasara por alto, estas revistas eran unos centímetros mas altas que las demás y tenían una presentación que las distinguía. Las primeras series en convertirse al nuevo formato, House of Mystery y Superman Family, fueron puestas a la venta poco antes de la Navidad de 1976 y los otros dos títulos, G.I. Combat y World's Finest Comics, en enero de 1977. Las ventas de estos y otros especiales bajo el título DC Special Series vendieron lo suficientemente bien para justificar una expansión de la linea en 1978. La serie The Batman Family ae unió en enero de 1978 y, en la ola de la así llamada Expansión DC, en junio se incluyó Adventure Comics. Una de los beneficios de la Explosion DC fue la eliminación completa de la publicidad en los "Dollar Comics" y la inclusión de portadas dobles, aunque volvieron al tamaño normal de las demás revistas. Lamentablemente, al poco tiempo de empezar la "Explosión DC" terminó con una implosion y, en menos de un año, volvieron las publicidades y disminuyó la cantidad de páginas. En 1980, DC hizo su segundo intento y esta vez la idea prendió. Las revistas "Dollar Comics" volvieron a ser libres de anuncios hacia el final del año.
Wells, John.

La mayoría de los "Dollar Comics" comenzaron en el formato tradicional de las revistas y luego se expandieron al formato. All-Out War y Time Warp fueron series de corta duración las cuales fueron publicadas enteramente como "Dolar Comic". Varios número de aniversario como Action Comics 500 y The Flash 300 tuvieron ese formato así como también los anuales de 1982 y 1983.

### Títulos Dollar Comics[2]
- Action Comics 500
- Adventure Comics 459 al 466
- All Out War 1 al 6
- All-Star Squadron Annual 1 y 2
- Batman Annual 8
- Batman Family 17 al 20
- DC Comics Presents Annual 1 y 2
- DC Special Series 1, 5, 9, 11, 13, 15, 16, 17, 20, 21 y 22
- Detective Comics 481 al 495
- The Flash 300
- G.I. Combat #201 al 259
- Green Lantern 150
- House of Mystery 251 al 259
- Justice League of America Annual 1
- Legion of Super-Heroes 294
- Legion of Super-Heroes Annual 1 al 2
- New Teen Titans Annual 1 al 2
- The Saga of the Swamp Thing Annual 1
- Sgt. Rock Annual 2 y 3
- Superman Annual 9
- The Superman Family 182 al 222
- Superman III Movie Special 1
- Time Warp 1 al 5
- The Unexpected 189 al 195
- The Warlord Annual 1 y 2
- World's Finest Comics 244 al 282